# Gianna Serra (politica)
Gianna Serra (San Giovanni in Persiceto, 13 agosto 1950) è una politica italiana.

## Biografia
Milita nella FGCI e nel Partito Comunista Italiano fin dalla gioventù; nel gennaio 1979, all'età di 28 anni, diventa sindaca di San Giovanni in Persiceto, rimanendo in carica fino al novembre 1986.
Viene eletta alla Camera dei deputati alle elezioni politiche del 1987 nelle file del PCI. Dopo la svolta della Bolognina aderisce al Partito Democratico della Sinistra. Conferma il proprio seggio a Montecitorio anche dopo le elezioni del 1992, rappresentando il PDS fino al 1994.